# Millepora boschmai
Millepora boschmai är en nässeldjursart som beskrevs av de Weerdt och Peter W. Glynn 1991. Millepora boschmai ingår i släktet Millepora och familjen Milleporidae. IUCN kategoriserar arten globalt som akut hotad. Inga underarter finns listade i Catalogue of Life.